# Cochliomyia minima
Espèce
Cochliomyia minima est une espèce de la famille des Calliphoridae. Au sein du genre Cochliomyia elle est phylogénétiquement proche de C. aldrichi avec qui elle partage la même aire de répartition insulaire.
Elle est responsable, au stade larvaire, de myiases, comme toutes les espèces du genre, en se nourrissant, dans son cas, essentiellement de tissus nécrotiques.

## Description

### Stades larvaires
Au troisième stade larvaire, elle mesure de 7 à 12 mm.
Son aspect est alors proche des larves au même stade de Compsomyiops callipes en raison de la sclérite buccale complètement pigmentée, visible comme une pointe entre les crochets buccaux. On peut cependant les en distinguer par la longueur des stigmates, plus courts chez minima, ainsi que par l'absence systématique de paire interne de tubercules dans la marge inférieure de la cavité postérieure.

## Cycle de vie
Comme chez tous les diptères, le développement est holométabole. C minima a un cycle de développement partant des œufs , connaissant 3 stades larvaires, une nymphe puis l'adulte qui se reproduit.
Au stade larvaire, elle est responsable de myiases, dites secondaires, car elle n'affectent que des tissus déjà nécrosé. Elle se rapproche de ce point de vue, elle se comporte comme ces, C. macellaria et  C. aldrichi contrairement à C. hominivorax qui s'attaque à des tissus sains et provoque ainsi des myiases primaires.

## Distribution
Cochliomyia minima est endémique des Caraïbes,.

## Classification

### Systématique
Le nom valide complet (avec auteur) de ce taxon est Cochliomyia minima Shannon, 1926.

### Phylogénèse
C Minima est phylogénétiquement proche de C. aldrichi . Elle partage la même aire de répartition insulaire que cette dernière, ce qui peut suggérer une spéciation à partir d'un ancêtre arrivé sur l'une des îles des Caraïbes.